# میرزا محمود کتاب‌فروش خوانساری
میرزا محمود کتاب‌فروش خوانساری صحاف، مذهب، کاغذفروش، کتاب‌فروش و نماینده صنف کتابفروشان در اولین دوره تشکیل مجلس ملی از حوزه انتخابیه تهران بود. 
وی دایی احمد سهیلی خوانساری و بنیانگذار انتشارات محمودی است.
میرزا محمود کتابفروش خوانساری هنگامی که میرزا علی‌اصغرخان امین السلطان در سال ۱۳۰۷ قمری وزیر اعظم شد، نسخه‌ی مصحح مثنوی معنوی را از آقا میرزا ابوالحسن جلوه اصفهانی خریداری و سپس نسخه‌های سنگی و خطی دیگر مثنوی را نیز جمع‌آوری نمود و انجمنی از ادباء و فضلاء گرد آورد تا این نسخه‌ی خریداری را با سایر نسخه‌های موجود مقابله و تصحیح کنند و حاصل آن تلاش‌ها کتابی شد که  مرجع اصلی کتاب مثنوی معنوی با حواشی و تعلیقات و توضیحات جلال‌الدین همائی است. 
میرزا محمود کتابفروش در زمان نمایندگی خود در دوره اول مجلس ملی از مخالفین توقیف مطبوعات بود. در مقدمه کتاب اسناد روزنامه‌نگاران و مطبوعات به انضمام اسناد چاپ درباره نظر عالمان دینی در دوره اول مجلس شورای ملی بر اساس اسناداز قول او آمده است:  در مغازه پارچه‌فروشی که ۳۰ نفر مشغولند اگر یک نفر خلافی کرد، نباید مغازه پارچه‌فروشی را بست.